# Encyclia sclerocladia
Encyclia sclerocladia är en orkidéart som först beskrevs av John Lindley och Heinrich Gustav Reichenbach, och fick sitt nu gällande namn av Frederico Carlos Hoehne. Encyclia sclerocladia ingår i släktet Encyclia och familjen orkidéer. Inga underarter finns listade i Catalogue of Life.